# Укпо, Джозеф
Джозеф Эдра Укпо (Joseph Edra Ukpo) (6 июня 1937, Окпома — 1 марта 2023, Калабар) — нигерийский католический прелат, архиепископ Калабара (2003—2013).

## Биография
Родился в селении Окпома в штате Кросс-Ривер. Брат нигерийского политика Энтони Укпо — министра информации и культуры, а затем губернатора штата Риверс.
Учился в школах католической миссии в Окпоме и Огоджи и в Колледже Маринолл в Окуку. Изучал философию и католическую теологию в Бигардской мемориальной семинарии в Энугу.
Принял священнический сан 25 апреля 1965 года. Служил в храмах епархии Огоджи.
Папа Павел VI 24 апреля 1971 года назначил его ауксилиарием епархии Огоджи и титулярным епископом Чуллу. Рукоположение произвели 19 сентября того же года в кафедральном соборе Святого Бенедикта епископ Огоджи Томас Макгеттрик и сослужившие ему епископ Икот-Экпене Доминик Игнатиус Экандем и архиепископ Калабара Брайан Дэвид Усанга.
По его инициативе были открыты Молодёжная семинария папы Иоанна Павла II в Окпоме и дневная школа Божией Матери.
Назначен епископом Огоджи 1 марта 1973 года. Папа Иоанн Павел II назначил его 17 декабря 2003 года архиепископом Калабара.
Ушёл в отставку 2 февраля 2013 года в связи с возрастом.
Умер после скоротечной болезни 1 марта 2023 года.